# 安德里·普罗岑科
安德里·阿列克谢耶维奇·普罗岑科（烏克蘭語：Андрій Олексійович Проценко，1988年5月20日—），乌克兰男子田径运动员，2014年世界室内田径锦标赛男子跳高银牌得主、2014年欧洲田径锦标赛男子跳高银牌得主、2022年世界田径锦标赛男子跳高铜牌得主、2022年欧洲田径锦标赛男子跳高铜牌得主。